# Барнс, Джордж (гангстер)
Джордж Ке́лли Барнс (18 июля 1895 — 18 июля 1954), известный как Пулемёт Келли (англ. Machine Gun Kelly) — американский гангстер времён сухого закона.

## Биография
Занимался в основном нелегальной торговлей спиртным. В октябре 1933 г. приговорён к пожизненному лишению свободы в тюрьме Алькатрас за похищение нефтяного магната Чарльза Уршела, совершённое в июле 1933 года. Попал в Алькатрас 4 сентября 1934 года, где просидел 17 лет и получил, по контрасту со своей гордой гангстерской кличкой, прозвище «Келли-Хлопушка» (англ. Pop Gun Kelly). В 1951 году был переведён в тюрьму Левенуэрт, где и умер в свой 59-й день рождения от сердечного приступа 18 июля 1954 года. Похоронен на кладбище в Коттондейле, штат Техас.